# Eberhard Mayerhoffer von Vedropolje

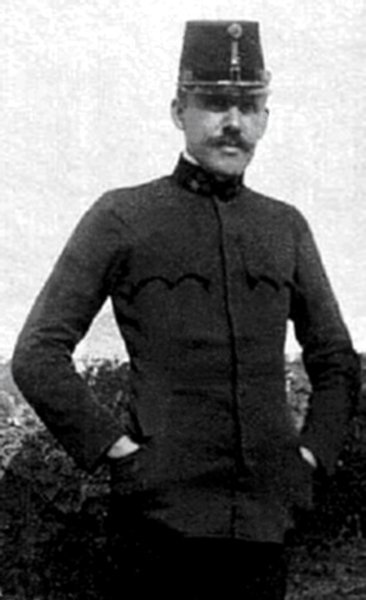
Eberhard Mayerhoffer von Vedropolje 1906

Eberhard Stephan Maria Mayerhoffer von Vedropolje (* 17. Oktober 1870 in Leitmeritz (Litoměřice); † 7. Oktober 1914 in Wien) war ein österreichstämmiger Offizier, Lehrer an der Korpsoffiziersschule und Militärschriftsteller mit ungarischem Adelsprädikat.

## Biographie

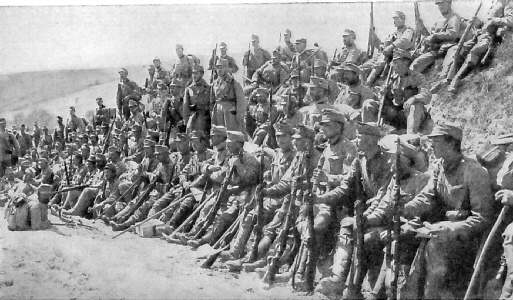
K. u. k. Infanterie vor der Schlacht von Lemberg

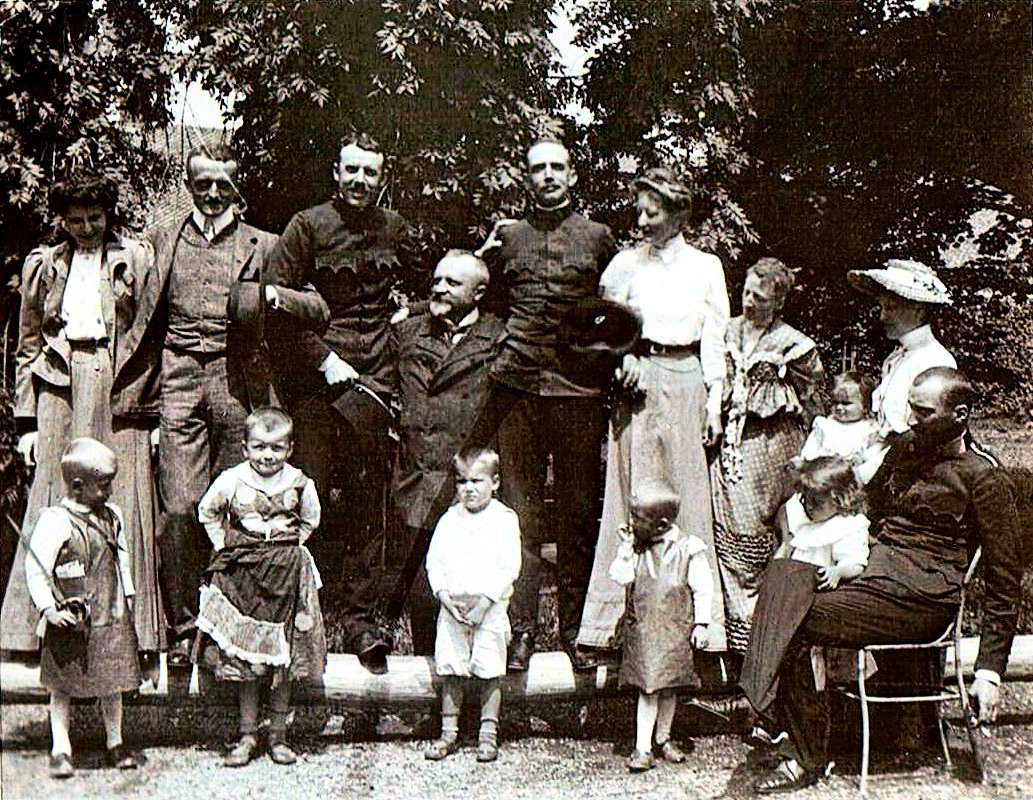
Familienfoto auf Leitersdorf 1906

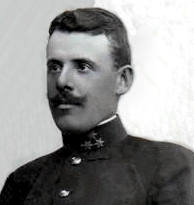
Eberhard Mayerhoffer von Vedropolje 1896

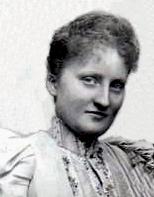
Katharina Freiin Putz von Rolsberg 1896

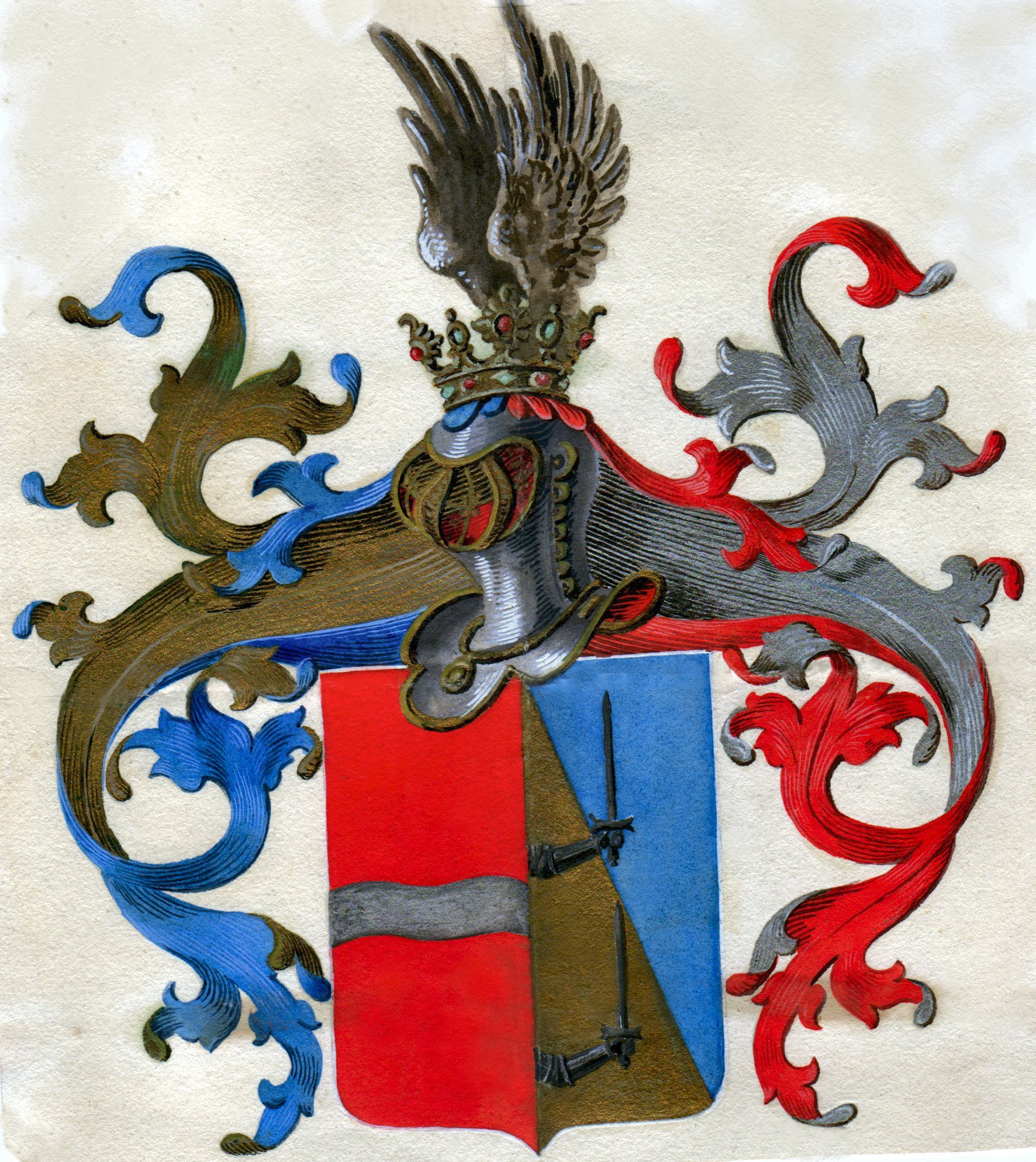
Wappen Mayerhoffer von Vedropolje

Der Sohn des Feldmarschallleutnants Stephan Maria Mayerhoffer von Vedropolje (1839–1918 in Wien) und der Maria Köhler (1849–1930), verließ 1890 die Theresianische Militärakademie in Wiener Neustadt als Leutnant zum Infanterieregiment Nr. 100 und verfolgte die Generalstabslaufbahn.
Er frequentierte 1893–1895 die Kriegsschule und fungierte 1895–1897 als Generalstabshauptmann der 19. Infanteriebrigade, dann im Infanterieregiment Nr. 1. Ab 1899 wirkte er im Generalstabskorps in der Generalstabsabteilung des 15. Korps sowie als Lehrer an der Korpsoffizierschule. Am 29. April 1902 wurde Mayerhoffer der Kriegsgeschichtlichen Abteilung des Kriegsarchivs zugewiesen, am 1. April 1906 rückte er zum Major im Generalstab, mit Datum vom 1. Mai 1908 Lehrer für Kriegsgeschichte an der Kriegsschule, am 1. Mai 1910 Oberstleutnant im Generalstab, dann zugewiesen am 1. November 1911 zum Infanterieregiment Nr. 54. Schließlich erfolgte per 1. Mai 1913 die Ernennung zum Oberst und in Folge am 20. Juni 1913 das Kommando über das Bukowinische Infanterie-Regiment „Erzherzog Eugen“ Nr. 41.
Am 11. September 1914 wurde Eberhard in der zweiten Schlacht von Lemberg in Bołszowce, nach beachtlichen militärischen Erfolgen, die er immer von der Spitze aus geleitet hatte, durch einen Schuss in die Wirbelsäule schwer verwundet und in das Sanatorium Fürth in Wien transferiert, wo er wenige Wochen später seiner Verletzung erlag.
Für sein tapferes Verhalten wurde er von Kaiser Karl I. mit dem Ritterkreuz des Österreichisch-kaiserlichen Leopold-Ordens mit der Kriegsdekoration ausgezeichnet. Der Orden wurde dem Todkranken am Krankenlager von Erzherzog Eugen von Österreich-Teschen persönlich überreicht.
Nach der Einsegnung begleitete Erzherzog Eugen den Trauerzug bis zur Koltngasse, wo die Halbkompanien der Infanterieregimenter Nr. 49. und Nr. 4 Aufstellung genommen hatten und den Ehrensalut abgaben. Anschließend wurde der Tote zur Überführung auf den Wiener Nordbahnhof gebracht. Der Offizier wurde in der Familiengruft der Freiherrn von Rolsberg auf Schloss Leitersdorf bei Troppau beigesetzt.
Eberhard war im Kriegsarchiv einer der wertvollsten Mitarbeiter von Emil Woinovich und Maximilian Ritter von Hoen bei der Bearbeitung der napoleonischen Feldzüge. Insbesondere bezüglich dieses Zeitalters trat er auch mit Büchern und zahlreichen Spezialstudien hervor.

## Familie

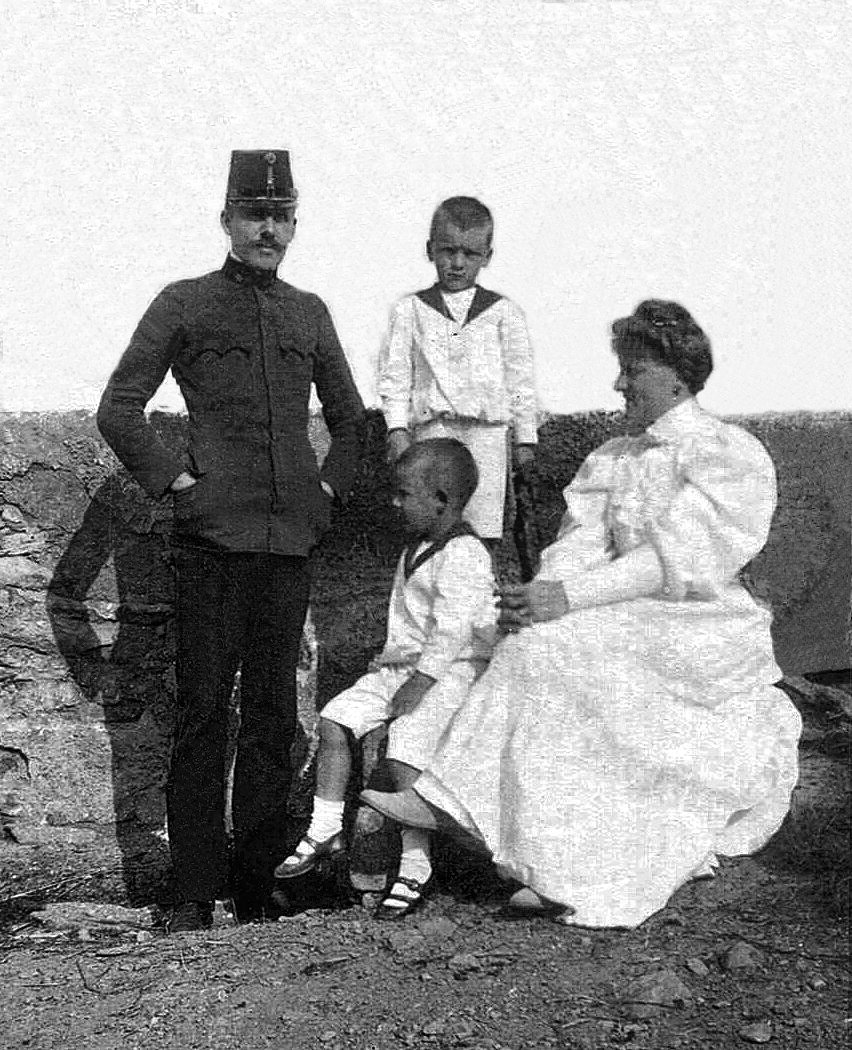
Stefan Mayerhoffer von Vedropolje mit Familie, Leitersdorf 1906

Er hinterließ seine Witwe Katharina, geb. Freiin Putz von Rolsberg (1879–1947), die er am 16. November 1898 auf Schloss Leitersdorf geheiratet hatte, und ihre drei gemeinsamen Söhne, darunter Eberhard Karl (1902–1978), den späteren Diplomingenieur, Oberbergrat in der Generaldirektion Bad Ischl. Dieser ging als Hofrat und technischer Direktor der damaligen Österreichischen Salinen in Wien in Pension. Dessen Gattin, Elisabeth Baronesse König von Aradwar (1904–1981), war die Urenkelin der Gräfin Philipine Gräfin von Rogendorf (1831–1913).

## Wappen
Das Familienwappen wurde 1898 verliehen. Es ist gespalten, rechts in Rot geteilt durch einen silbernen Wellenbalken, links schrägrechts geteilt, vorne in Blau hinten in Gold, belegt mit zwei schwarzen geharnischten Armen mit je einem schwarzen Schwert in der Faust pfahlweise haltend. – Auf dem Helm mit rechts blau-goldenen, links rot-silbernen Decken ein geschlossener schwarzer Flug.

## Werke
- Das Gefecht bei Nouart und die Ereignisse bei der Maas-Armee am 29. August 1870, Verlag L. W. Seidel, Wien 1896, 64 Seiten
- Applicatorische Studie über die Gefechte bei la Fourche am 5. und 6. Jänner 1871: Hierzu eine Übersichtskarte und Detail-Skizze, 1 Oleate, 4 sonstige Beilagen, Verlag Seidel, Wien 1897, 99 Seiten
- Der Infanterie-Kampf des 9. Corps von Amanvillers-La-folie (18. August 1870), Verlag L. W. Seidel, Wien 1899, 79 Seiten
- Ein Detachements-Kriegsspiel: Anlage, Leitung, Durchführung Verlag Seidel, Wien 1900, 41 Seiten
- Österreichs Krieg mit Napoleon I. 1809: Mit 20 Skizzen und 14 Textbeilagen, L.W. Seidel & Sohn, Wien 1904, 228 Seiten
- Das Gefecht bei Jajce am 7. Aug. 1878: Nach den Feldakten und anderen authentischen Quellen bearbeitet in der Kriegsgeschichtlichen Abteilung des K. und K. Kriegsarchivs, L.W. Seidel & Sohn, Wien 1904, 82 Seiten
- Die organisatorischen Maßnahmen Napoleon’s nach dem Feldzuge 1812, Organ der militärwissenschaftlichen Vereine, Vol …
- 1805: Der Krieg der 3. Koalition gegen Frankreich (in Süddeutschland, Österreich und Oberitalien) Verlag L. W. Seidel, Wien 1905
- Kriege unter der Regierung des Kaisers Franz: Krieg 1809. Regensburg; mit einer politischen Vorgeschichte des Krieges, Band 1 (gem. mit Oskar Criste), Verlag L. W. Seidel, Wien 1907, 710 Seiten
- Band 2 (Italien) von Krieg 1809: Nach den Feldakten und anderen authentischen Quellen bearbeitet in der Kriegsgeschichtlichen Abteilung des K. und K. Kriegsarchivs, (gem. mit Maximilian Ritter von Hoen, Oskar Criste, Alois Veltzé, Hugo Kerchnawe), Verlag L. W. Seidel, Wien 1908
- 1806: Der Feldzug von Jena und Auerstedt, Verlag L. W. Seidel und Sohn, Wien 1909, 131 Seiten
- Neumarkt-Ebelsberg-Wien: Geschichte der Kämpfe Österreichs (gem. mit Maximilian Ritter von Hoen und Hugo Kerchnawe), Kriegsarchiv Wien, Verlag Seidel, Wien 1909, 751 Seiten
- Geschichte der Kämpfe Österreichs: Kriege unter der Regierung des Kaisers Franz
- Kriege unter der Regierung des Kaisers Franz: Krieg 1809. Neumarkt, Ebelsberg, Wien Band 3 (gem. mit Maximilian Ritter von Hoen und Hugo Kerchnawe), Verlag L. W. Seidel, Wien 1909, 751 Seiten
- Die Schlacht bei Austerlitz am 2. Dezember 1805: Behelf zur Begehung des Schlachtfeldes, Verlag L.W. Seidel & Sohn, Wien 1912, 58 Seiten
- Lernbehelf der Kriegsgeschichte für die K. U. K. Kadettenschulen, Verlag L. W. Seidel, Wien 1913, 164 Seiten